# The Man Who Wasn't (film 1915)
The Man Who Wasn't è un cortometraggio muto del 1915 diretto da Hay Plumb.

## Trama
Un ubriaco sogna di essere diventato invisibile.

## Produzione
Il film fu prodotto dalla Hepworth.

## Distribuzione
Distribuito dalla Hepworth, il film - un cortometraggio di 168 metri - uscì nelle sale cinematografiche britanniche nel gennaio 1915.
Fu distrutto nel 1924 dallo stesso produttore, Cecil M. Hepworth. Fallito, in gravissime difficoltà finanziarie, Hepworth pensò in questo modo di poter almeno recuperare il nitrato d'argento della pellicola.